# Apamea schawerdae
Apamea schawerdae är en fjärilsart som beskrevs av Draeseke 1928. Apamea schawerdae ingår i släktet Apamea och familjen nattflyn. Inga underarter finns listade i Catalogue of Life.